# フランクリン郡 (ネブラスカ州)
フランクリン郡（フランクリンぐん、英: Franklin County）はアメリカ合衆国ネブラスカ州に位置する郡である。2000年現在、人口は3,574人である。ここの郡庁所在地はフランクリンである。

## 地理
アメリカ合衆国統計局によると、この郡は総面積1,492 km2 (576 mi2) である。このうち1,492 km2 (576 mi2) が陸地で0 km2 (0 mi2) が水地域である。総面積の0.03%が水地域となっている。

### 隣接する郡
- ウェブスター郡 - (東)
- カンザス州スミス郡 - (南東)
- カンザス州フィリップス郡 - (南西)
- ハーラン郡 - (西)
- カーニー郡 - (北)

## 人口動勢
2000年現在の国勢調査で、この郡は人口3,574人、1,485世帯、および1,021家族が暮らしている。人口密度は2/km2 (6/mi2) である。1/km2 (3/mi2) の平均的な密度に1,746軒の住居が建っている。この郡の人種的構成は白人99.24%、アフリカン・アメリカン0.00%、先住民0.28%、アジア0.06%、太平洋諸島系0.00%、その他の人種0.08%、および混血0.34%である。人口の0.64%がヒスパニックまたはラテン系である。
この郡内の住民は24.50%が18歳未満の未成年、18歳以上24歳以下が4.50%、25歳以上44歳以下が23.60%、45歳以上64歳以下が23.50%、および65歳以上が23.90%にわたっている。中央値年齢は43歳である。女性100人ごとに対して男性は92.80人である。18歳以上の女性100人ごとに対して男性は91.00人である。
この郡の世帯ごとの平均的な収入は29,304米ドルであり、家族ごとの平均的な収入は34,958米ドルである。男性は26,192米ドルに対して女性は18,214米ドルの平均的な収入がある。この郡の1人当たりの収入 (per capita income) は15,390米ドルである。人口の13.20%および家族の9.70%は貧困線以下である。全人口のうち18歳未満の17.20%および65歳以上の9.40%は貧困線以下の生活を送っている。

## 都市および村
- ブルーミントン (Bloomington)
- キャンベル (Campbell)
- フランクリン (Franklin)
- Hildreth
- Naponee
- リバートン (Riverton)
- アップランド (Upland)